# Gruppe (Fahrrad)

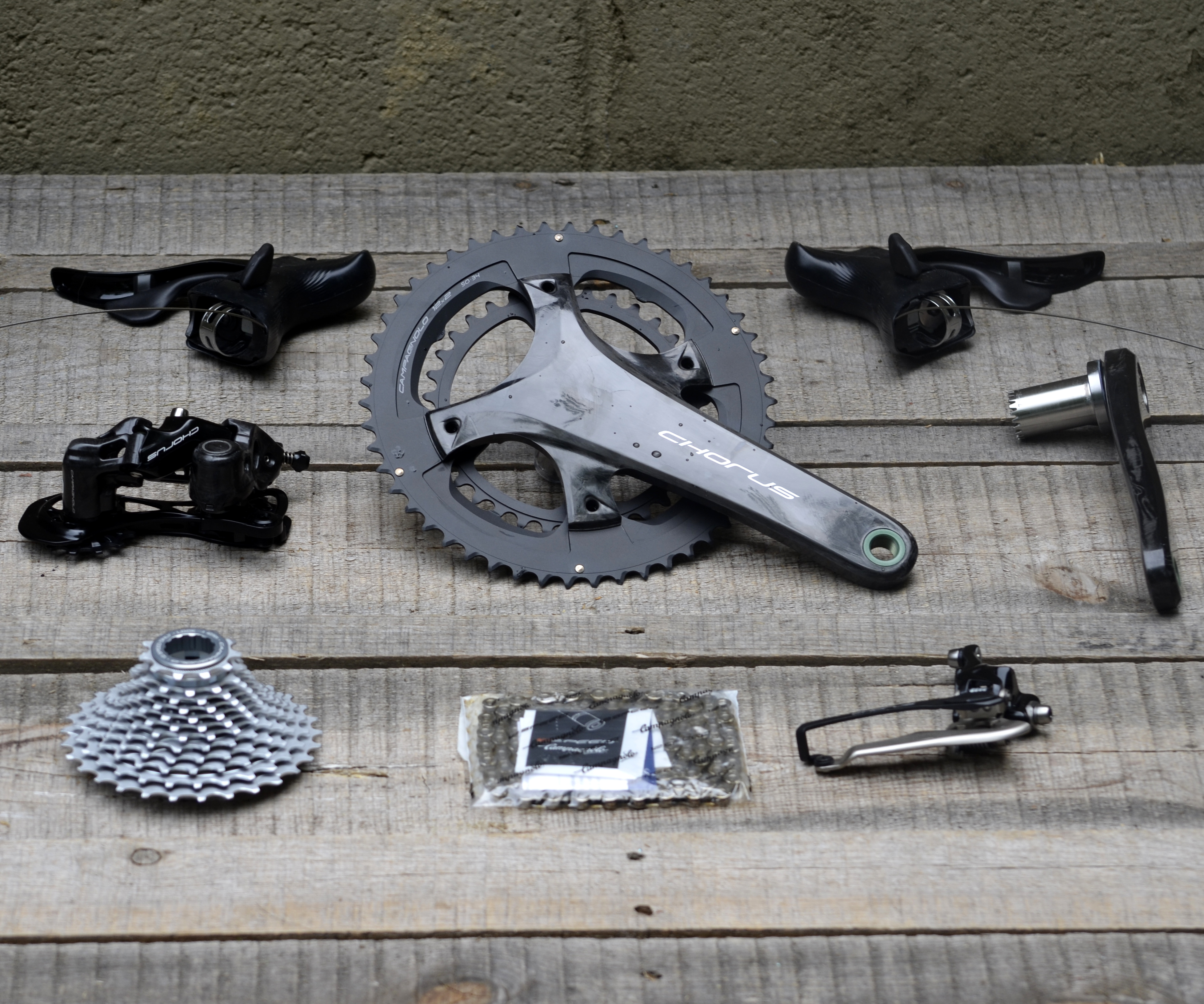
Rennradgruppe (ohne Bremsen)

Eine Gruppe ist eine Kombination aus Komponenten einer Herstellerserie beim Fahrrad. Sie wird auch als Komponentengruppe oder in Bezug auf Kettenschaltungen Schaltgruppe genannt.
Wenn alle Teile des Antriebs aus derselben Reihe eines Herstellers stammen, spricht man von einer Komplettgruppe.

## Geschichte
Das Konzept einer Komponentengruppe wurde ab den späten 1960er Jahren umgesetzt: Hersteller, die sich bis dahin tendenziell auf wenige Komponenten spezialisierten, begannen weitere Produkte anzubieten und diese in Serien zusammenzufassen.

## Teile
Eine Gruppe enthält in der Regel zumindest die Komponenten des Antriebs und meist auch die Bremsen:
- Schalt- und Bremshebel (auch als kombinierte Variante)
- Umwerfer, falls vorhanden
- Schaltwerk
- Kettenblattgarnitur und Tretkurbel
- Kassette
- Bremskörper und gegebenenfalls Bremsscheiben

Häufig werden auch weitere Komponenten unter dem gleichen Seriennamen angeboten, unter anderem:
- Ketten
- Laufräder und Naben
- Tretlager
- Pedale

## Unterteilung
Hersteller bieten Gruppen in der Regel für verschiedene Disziplinen und Budgets an. Die größten Hersteller sind Shimano, SRAM und Campagnolo.
Die Staffelung nach Preisen innerhalb der Produktpalette eines Herstellers wird als Hierarchie bezeichnet. Höherpreisige Gruppen innerhalb der jeweiligen Disziplin sind in der Regel leichter, effizienter und bieten flüssigere Schaltvorgänge, mehr Gänge (ausgenommen bei Mountainbikes), leistungsfähigere und besser dosierbare Bremsen, verbesserte Ergonomie und teilweise auch Zusatzfunktionen wie eine Schaltwerksdämpfung oder eine elektromechanische Ansteuerung.

### Rennrad
Rennradgruppen sind typischerweise auf lange Übersetzungen für hohe Geschwindigkeiten ausgelegt und bieten kleine Gangsprünge. In der Regel werden zwei Kettenblätter verbaut. Felgenbremsen sind insbesondere im Einstiegsbereich üblich, wurden jedoch in den gehobenen und mittleren Preisklassen fast vollständig von Scheibenbremsen verdrängt. Schalt- und Bremsgriffe sind meist kombiniert. Laufräder und Naben sind auf geringes Gewicht und Reibungs- und Luftwiderstand optimiert.

### Gravel
Gravelbikes stehen in ihren Anforderungen zwischen Rennrädern und Mountainbikes. Gruppen bieten in der Regel größere Schaltumfänge als bei Rennrädern, jedoch geringere als bei Mountainbikes. Sie sind üblicherweise mit ein oder zwei Kettenblättern und Scheibenbremsen ausgestattet. Die kombinierten Schalt- und Bremsgriffe ähneln denen von Rennradgruppen.

### Mountainbike

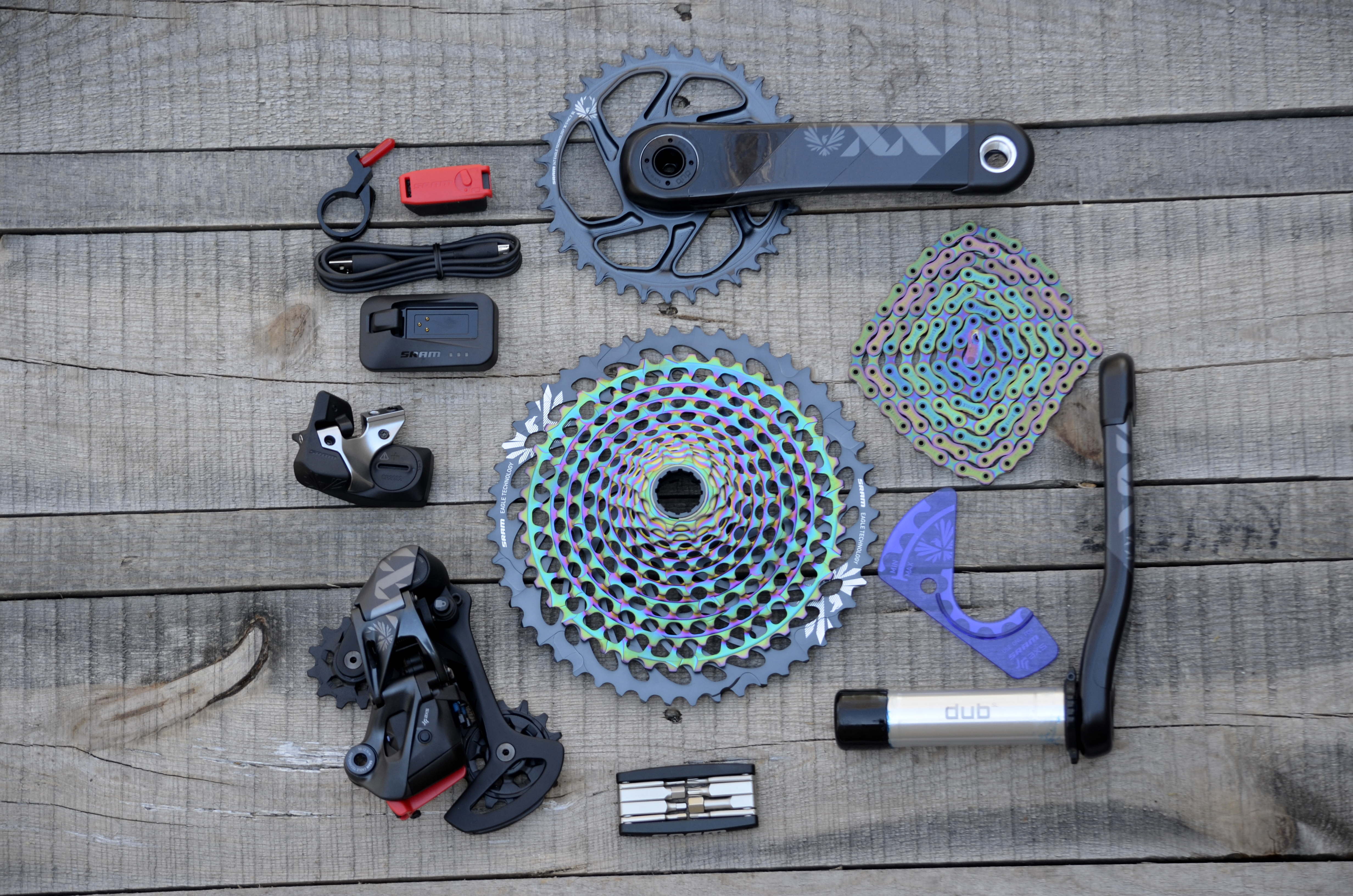
Elektronische Mountainbikegruppe mit nur einem Kettenblatt. Beiliegend das Ladegerät (oben links) und ein Multitool (unten mittig).

Gruppen für Mountainbikes sind robust konstruiert und enthalten fast immer starke, hydraulische Scheibenbremsen mit großen Bremsscheiben. Sie ermöglichen besonders kurze Übersetzungen für steile Anstiege und werden häufig mit nur einem Kettenblatt angeboten. Schaltwerke können gedämpft sein, um ein Abspringen der Kette auf unebenem Gelände zu erschweren. Schalt- und Bremsgriffe arbeiten unabhängig voneinander. SRAM bietet Schalt- und Bremsgruppen bei Mountainbikes getrennt voneinander an.
Mountainbikegruppen aus dem Einstiegsbereich verfügen häufig über drei Kettenblätter und sechs bis neun Ritzel. Aufgrund ihrer Langlebigkeit und des günstigen Preises finden sie, häufig in Verbindung mit Felgenbremsen, Einsatz an Stadt- und Alltagsrädern.

## Kompatibilität
Aufgrund von Unterschieden in Seilhollängen, Freilaufkörpern, Bremssystemen etc. sind Gruppen häufig nicht untereinander kompatibel.